# Daniele Savoca
Daniele Savoca (Carmagnola, 29 novembre 1978) è un attore italiano.

## Biografia
Si diploma all'Accademia del Teatro Stabile di Torino. Dopo il debutto teatrale, avvenuto nel 2000, lavora anche per il grande e il piccolo schermo.
Tra i suoi lavori cinematografici, ricordiamo: Pianosequenza (2005), e Hans (2006), entrambi per la regia di Louis Nero.
Nel 2004 interpreta il ruolo di Eugenio Scaglia nella serie tv Le stagioni del cuore e nel 2006 quello di Gianluca Renzi nella miniserie tv La moglie cinese, entrambe dirette da Antonio Luigi Grimaldi. Tra il 2006 e il 2007 appare su Rai 1 nella serie Raccontami, nel ruolo del professore Enrico Tavarelli. Successivamente è la recluta Stefano Radice nella seconda stagione della miniserie di Rai 2, La stagione dei delitti.
Nel 2008 è nel cast della miniserie tv Coco Chanel, regia di Christian Duguay

## Filmografia

### Cinema
- Sole spento, regia di Francesco D'Alessio (2001)
- Plumule, regia di A. Montaperto (2002)
- Duad, regia di Paolo Chiambretto (2003)
- Pianosequenza, regia di Louis Nero (2005)
- Hans, regia di Louis Nero (2006)
- Los Borgia, regia di Antonio Hernández (2006)
- Ripopolare la reggia (Peopling The Palaces At Venaria Reale), regia di Peter Greenaway (2007)
- Sono viva, regia di Dino e Filippo Gentili (2008)
- A Day In Rome, regia di Dennis Hopper (2008)
- Rasputin, regia di Louis Nero (2011)
- The Repairman, regia di Paolo Mitton (2013)

### Televisione
- Le stagioni del cuore, regia di Antonio Luigi Grimaldi - Serie TV - Canale 5 (2004)
- Distretto di Polizia 6, regia Antonello Grimaldi – Serie TV - Canale 5, episodio 6x02 (2006)
- La moglie cinese, regia di Antonio Luigi Grimaldi - Miniserie  TV - Rai 1 (2006)
- Raccontami, regia di Tiziana Aristarco e Riccardo Donna - Serie TV - Rai 1 (2006)
- La stagione dei delitti 2, regia di Daniele Costantini e Donatella Maiorca - Miniserie TV - Rai 2 (2007)
- Coco Chanel, regia di Christian Duguay - Miniserie - Rai 1 (2008)
- Nebbie e delitti 3, regia di Gianpaolo Tescari - Miniserie TV - Rai 2 - Episodio: I ragazzi di buona famiglia (2009)
- Gli ultimi del paradiso, regia di Luciano Manuzzi - Miniserie - Rai 1 (2010)
- Rocco Schiavone, regia di Michele Soavi - serie TV, episodio 1x03 (2016)

### Cortometraggi
- Plumule, regia di Antonio Montaperto (2002)
- Giovani talenti italiani - Colpo di pistola, regia di Elisabetta Lodoli (2006)
- Pashmy Dream, regia di Dennis Hopper
- All Human Rights for All, regia di Giorgio Treves (2008)
- Lullaby, regia di Louis Nero